# Arepa

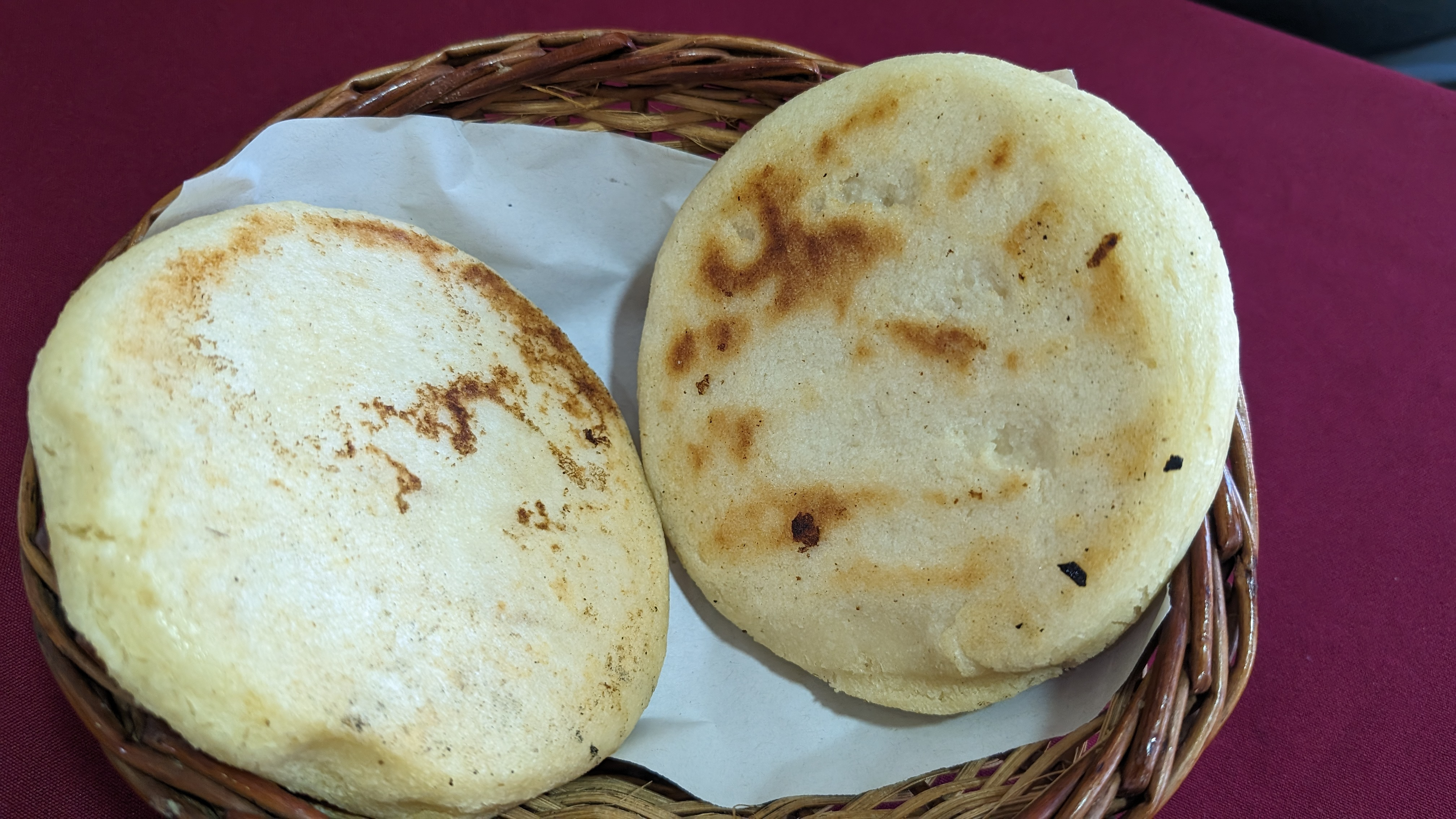
Arepas

Arepa (plural: arepas) är ett majsbaserat bröd som härstammar från den nordligaste delen av Anderna i Sydamerika. Därifrån har det spridit sig vidare till andra latinamerikanska områden, såsom Venezuela och Dominikanska republiken, men det förekommer också i Bolivia, Ecuador och Panama sedan förkolumbiansk tid. I dessa länder är arepa mycket omtyckt. Rätten liknar den mesoamerikanska rätten tortilla, även om den är ännu mer lik den salvadorianska rätten pupusa.
Ordet arepa har fått olika betydelser i olika sammanhang, och i folkmun kan det syfta på 'flat', 'örfil' och 'kvinnligt könsorgan'. Ordet kan härstamma från urinvånarna i Caracas språk, där det betyder majs.

## Kännetecken
Arepan är en ojäst, platt liten brödkaka gjord på förkokt majsmjöl som steks, ugnsbakas eller friteras. Rätten varierar mycket från region till region i färg, smak, storlek, tjockhet, garnityr och fyllning. Brödkakan är relativt oelastisk men kan tillverkas med fyllning som exempelvis ägg eller ost, och den påminner om stekpannebröd i sitt utförande.

## Tillverkning
Det finns två sätt att göra mjölet till brödkakan på. Det är dels den ursprungliga, hårda och intensiva metoden där majskorn läggs i vatten, skalas och mals i en stor mortel, en så kallad pilón. Bankandet vid malningen tar bort frögömmet och frögrodden, då bara majsets hjärtblad används vid degbakningen. Återstoden, känt som mald majs, eller maíz pilado, såldes vanligtvis som torrt korn för att sedan kokas och blandas till en deg. Bakandet av arepas är en av få rätter i Sydamerika där man inte använder nixtamaliseringen för att ta bort frögömmet i majskärnorna. Arepamjöl har lägre näringsvärde än nixtamal, med hälften så mycket protein.

### Arepamjöl
Fabriksgjort arepamjöl är speciellt gjort för tillverkningen av arepas och andra majsdegbaserade rätter, såsom hallaca, bollos, tamales, empanadas och chicha. Det mest populära märket i Venezuela är Harina PAN och i Colombia Doñarepa. Fabriksgjort arepamjöl görs vanligtvis på så kallad vit majs, men man kan även köpa den gjord på vanlig gul majs. Fabriksgjort arepamjöl uppfanns på 1950-talet av Caballero Mejias, en venezuelansk ingenjör som använde pengarna från sitt patent till att finansiera ett system för tekniska skolor. Mjölet började sedan massproduceras och säljas i större mängder.

### Elektriska arepamaskiner
I Venezuela har olika köksapparatsföretag börjat sälja apparater som tostyarepa; den liknar ett våffeljärn som med hjälp av två heta metalliska ytor bakar brödkakorna fastklämda med den råa degen i maskinen. I Venezuela grillas arepan traditionellt på en budare, som är en platt och ursprungligen ickemetallisk yta som emellanåt har ett skaft. Om arepan tillagas på detta sätt kallas de tostadas. Nuförtiden är det vanligt att laga arepan så den får en skorpa, en så kallad concha; vilket sker inom tjugo-tjugofem minuter på hög värme i en ugn. Elektriska arepamaskiner som tostyarepan förkortar tillagningstiden till under sju minuter per sida. Ändå är inte elektriska arepamaskiner populära i Colombia, där man föredrar att göra dem på det traditionella sättet.

## Historia

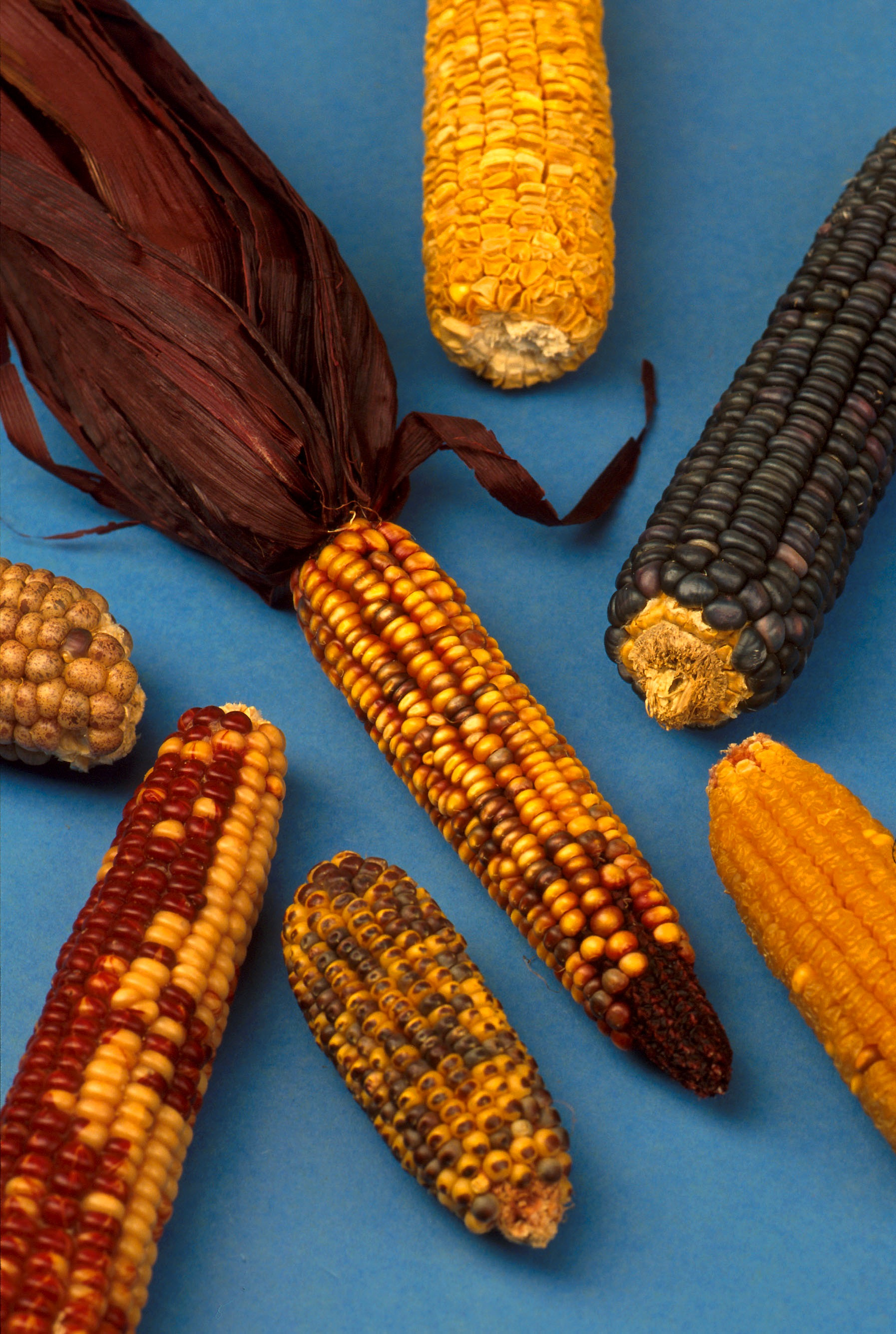
Olika majssorter

Arepans föregångare var en stapelvara för olika indianska grupper som levde i norra Anderna. Andra indianska stammar i regionen, exempelvis arawakerna och kariberna, åt mängder av ett slags arepa som kallades casabe och gjordes på maniok. Med den spanska koloniseringen spreds arepans föregångare till resten av Storcolombia.
Både colombianer och venezuelaner anser arepan vara en traditionell nationalrätt. Arepan har långa traditioner i båda länderna, med lokala och varierande recept.

## Colombianska arepas
I Colombia har brödkakorna djupa rötter i ursprungsbefolkningens kök. Arepas lagas oftast hemma men går att köpas ostekta som degplattor i affärer, för att stekas hemma eller på arbetsplatsen. De äts ofta som frukost eller som ett slags tilltugg. De toppas ofta med smör, ost och hogao – ett slags sås. De kan även ätas utan någonting på.

### Colombianska varianter
Även om fyllda arepas inte är lika vanliga i Colombia som i Venezuela, säljs de även över hela Colombia.
- Äggarepa (arepa de huevo), en variant som härstammar från den karibiska kusten men som är populär i de flesta större städer. Denna arepa friteras med ett rått ägg inuti, ett ägg som tillagas under friteringen. Äggarepa görs med gult majsmjöl och friteras på samma sätt som empanadas. De säljs ofta bredvid andra traditionella colombianska maträtter vid matstånd. En variant av äggarepan innehåller även rivet nötkött. Äggarepan skapades antagligen av afrikanska slavar i Cartagena.
- Ostarepa (arepa de queso)
- Arepa Boyacense, en variant från departementet Boyacá som är väldigt hård och kompakt, vanligtvis 10 centimeter stor och fylld med söt ost.
- Arepa Valluna, en variant som i stort sett bara finns i Cali och övriga Caucadalen. Den görs på majsmjöl, vatten och salt och bres med smör innan den äts, ungefär som toast.
- Arepa de choclo, en variant som görs med söt majs och vit ost.
- Arepa antioqueña, små sfäriska arepas utan salt som serveras till soppor.
- Arepa Paisa, en variant där bullarna är väldigt stora och platta. Den görs på vit majs utan salt men med kött eller smör på toppen. Varianten är väldigt populär i de kaffeproducerande regionerna och serveras ofta med hogao.
- Arepa santanderiana, en variant som härsammar från trakterna kring Bucaramanga. Den görs på gul majs och har en särskild smak på grund av det ister som läggs till under tillagningen. Bullen är ofta torr men mjuk.

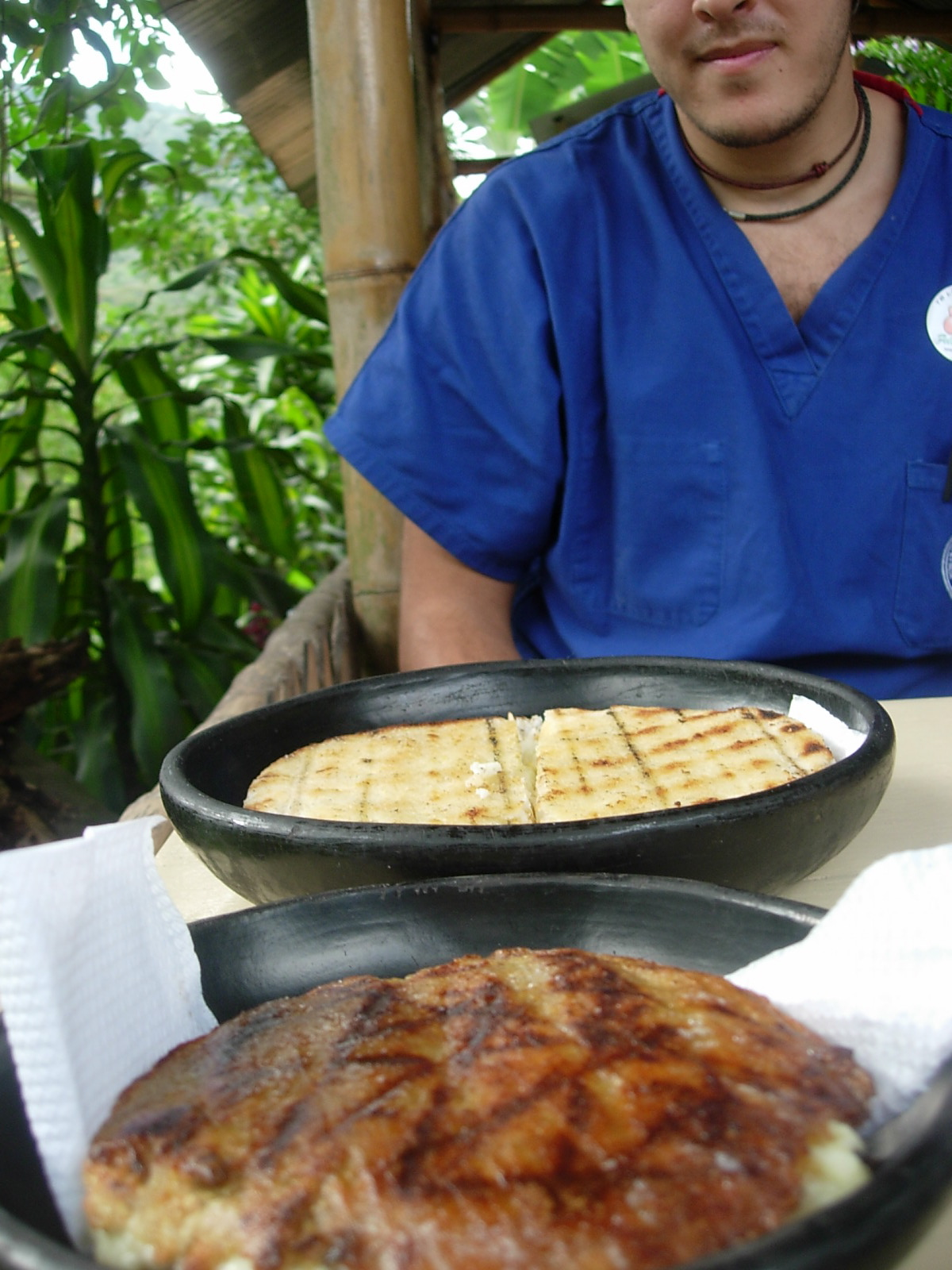
Arepas från Colombia.

I de västra delarna av Colombia, speciellt runt Bogotá, Cali och Medellín, innehåller en traditionell frukost en arepa med traditionell colombiansk varm choklad. Företag som Don Maíz har börjat marknadsföra nya, mindre traditionella varianter av arepas hos colombianska grossister som trots det växer i popularitet. Bland dessa ingår manioksmaksatta arepas och arepas gjorda på brunt ris och sesamfrön.

## Venezuelanska arepas
I östra Venezuela är den vanligaste arepavarianten runt 20 centimeter i diameter och runt 2 centimeter tjock. Det finns även större arepas, som antingen görs på vit eller gul majs. I västra Anderna är brödkakorna plattare och vanligtvis en halv centimeter tunnare och 10 centimeter kortare. En arepa kan ätas med fyllning eller med topping. En fylld arepa kallas arepa rellena eller en venezuelansk tostada, även om den senare termen numera sällan används.

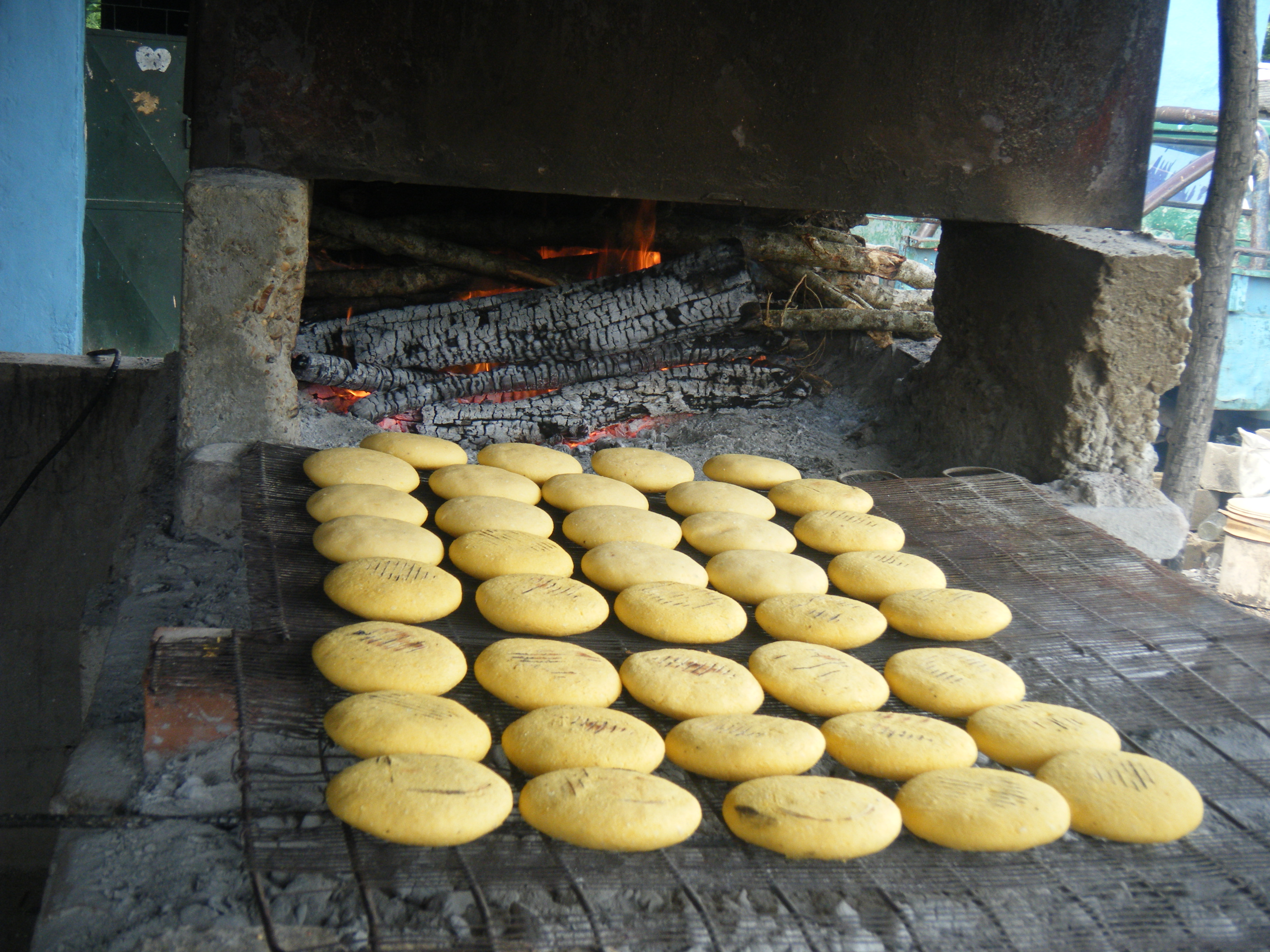
Arepas från Venezuela.

I Venezuela tillagas arepan olika, beroende på smak och var den tillagas. Det kan variera mellan traditionella majsarepas, majsmjölsarepas, vetemjölsarepas, ostarepas, söta arepas, kokosnötarepas, andinska arepas, maniokarepas, arepas fyllda med avokado, kyckling och majonnäs, ugnsbakade arepas, friterade arepas, arepas med gul ost och biff, arepas med gul ost och kyckling, arepas med fläskkött, arepas med vit ost och svarta bönor, arepas med perico (ett slags stekta ägg snarlika äggröra), arepas serverade med soppa med mera.

## Liknande maträtter
Arepuelan från Colombia liknar den traditionella arepan. Den görs på vetemjöl, emellanåt med anis. När den friteras expanderar lagren och arepuelan blåser upp; den liknar då en en mindre tortilla eller ett nanbröd. Dessa är vanliga i Colombias inland. I norr är bollos populära till frukost; de görs på samma mjöl som arepas, men kokas snarare än friteras. vilket ger dem en struktur som liknar degknyten.
I Costa Rica kan arepas göra på smet och liknar då pannkakor. Det finns åtminstone två olika varianter på arepas, där den ena görs med bakpulver och den andra utan. De sistnämnda är ungefär lika stora som de stora tortillasbröd som tillagas i norra Costa Rica, och ungefär 30 centimeter i diameter. Dessa görs på vitt mjöl och är sockriga. När de är klara ska de likna giraffskinn eller jaguarskinn. I Mexiko finns det en liknande rätt – gordita – som friteras och som skiljer sig från tortillas.
I El Salvador kallas liknande platta kakor pupusas. Den största skillnaden är att de platta kakorna fylls innan de tillagas, vanligtvis med fläskkött, vit ost eller svarta bönor.